# Banque Transatlantique
 (août 2022).
La Banque Transatlantique, filiale de Crédit Mutuel Alliance Fédérale, est une banque privée française, fondée en 1881 par Eugène Pereire.
Son siège social se situe à Paris. Elle détient des filiales, succursales et bureaux de représentation à l'étranger : Bruxelles (Banque Transatlantique Belgium), Luxembourg (Banque Transatlantique Luxembourg), Londres, Genève, Montréal, Singapour, New York, Hong Kong, San Francisco et  Boston.
La Banque Transatlantique est organisée autour de 3 métiers principaux : la gestion privée, la gestion des diplomates & des expatriés et l'actionnariat managers (stock-options et attributions gratuites d'actions).

## Histoire

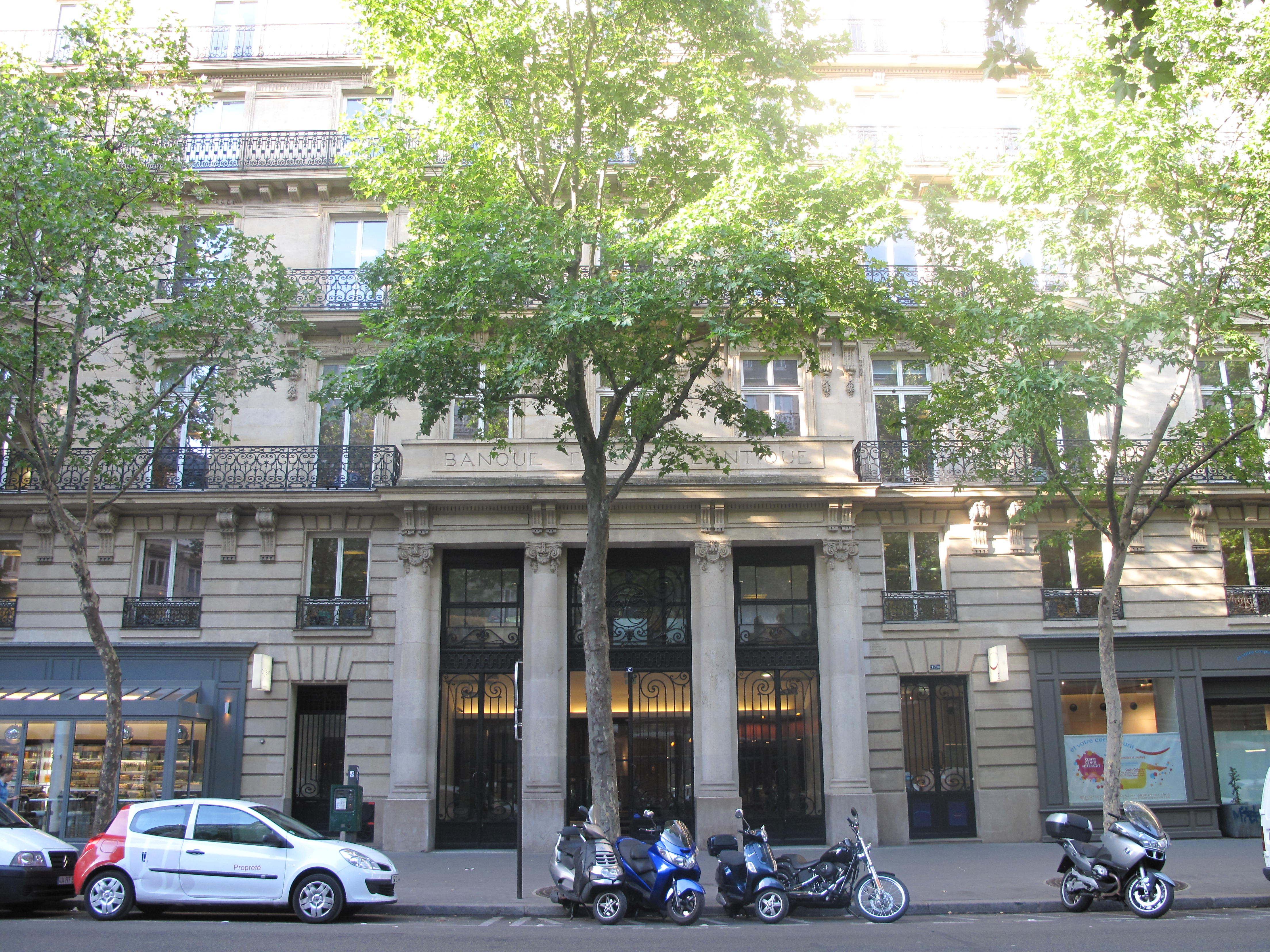
Ancien siège de la Banque transatlantique, aujourd'hui siège de Danone (17 boulevard Haussmann, Paris)

Fondée en 1881 par Eugène Pereire, président de la Compagnie générale transatlantique dont elle tient son nom, la Banque Transatlantique s'est trouvée associée au début du XXe siècle au financement de grands projets industriels et urbains : grands travaux de Marseille, chantiers de l'Atlantique, Alstom, les lignes de chemins de fer…
À la suite de la crise de 1929, et la faillite de la Banque Dosseur & Cie (banque spécialisée dans le service aux besoins bancaires des diplomates français), la Banque Transatlantique reprend en 1933 la gestion des comptes des agents diplomatiques français à la demande du ministère des Affaires étrangères. Elle est parfois depuis surnommé la « banque du Quai d'Orsay ». Pendant de nombreuses années par la suite, la Banque Transatlantique a maintenu un bureau au sein du ministère des Affaires étrangères au Quai d'Orsay à Paris. La banque a également contribué à fonder l'Antwerp Diamond Bank (en) en 1934.
Pendant l'occupation allemande, le CIC mit la main sur la Banque Transatlantique en utilisant l’ordonnance allemande du 18 octobre 1940, qui prévoyait également la nomination d’administrateurs provisoires dont la mission – « supprimer définitivement l’influence juive dans l’économie française ». C’est dans ces conditions que le 10 janvier 1941, le CIC précisa ses intentions: pour que la Banque Transatlantique puisse être classée comme aryenne, il était disposé à racheter les 25 000 actions détenues par une de ses filiales, l’UFICO.
Mais le CIC acquit en outre 4 650 actions de l’épouse « aryenne » séparée de biens de Léon Cotnareanu, « Juif roumain », et 1 600 actions appartenant à Raymond Weill, « Juif, résidant en zone libre » pour niveler son compte débiteur à l’égard de la liquidation de la banque Weill, filiale de la Transatlantique. Au total, le CIC se procura 35 350 titres, soit 27% du capital pour le prix dérisoire de 24,5 millions de francs. Il faut y ajouter les 5 332 titres (13% du capital) de la Banque de Tunisie et les 10 010 (12,5% du capital) de la BCM achetés à l’UFICO aux cours de 1 000 et 250 francs, soit un montant total de 7,8 millions.
Cette opération sous contrôle de l'occupant fut décrite comme une « aryanisation brutale » dans les termes mêmes du CIC. Devenu le principal actionnaire de la Banque transatlantique, le CIC y prit le pouvoir : Charles Dangelzer, directeur général du CIC, remplaça Georges Despret à la présidence. En octobre 1946, devant le Comité national interprofessionnel d’épuration (CNIE), Dangelzer affirma que le CIC avait voulu « écarter toute ingérence possible de l’ennemi dans les deux filiales nord-africaines dont la situation juridique du moment constituait une menace grave de conséquences ».
Durant l'épuration, la banque échappa de peu à la nationalisation: son sort fut tranché au Palais Bourbon le dimanche 2 décembre 1945, quand le General De Gaulle lui-même intervint auprès des députés pour que la Transatlantique et le CIC ne soient pas comprise dans la liste votée pour expropriation.
Le CIC, dont le capital est détenu depuis 1998 par le Crédit Mutuel, devient finalement actionnaire à 100% de la Banque Transatlantique en 2001, à la suite d'une OPA sur le solde du capital, suivi d'une OPR (opération de retrait de la cote). Le Crédit Mutuel Alliance Fédérale mandate alors sa filiale pour apporter aux clients de son réseau ses compétences en gestion privée qu’elle réservait auparavant à sa clientèle propre.

## Activités
La Banque Transatlantique a pour activités la banque privée, la gestion d'actifs, l'administration de plan d’actionnariat des salariés (stock option et attribution gratuite d'actions en particulier) la gestion courante de family offices, de fortune de cadres dirigeants, d’entrepreneurs, ou d’hauts-fonctionnaires. Elle conseillerait également un tiers des 120 entreprises du SBF120.

## Implantations
Après avoir vendu son siège historique du Boulevard Haussmann en 1999 (devenu aujourd'hui le siège du groupe Danone), la Banque Transatlantique est désormais installée dans un immeuble Art-Déco construit en 1928 par l'architecte Joseph Marrast, au fronton duquel figure un bas relief de Paul Silvestre, élève de Paul Landowski. La grande porte d'entrée, ainsi que les serrureries intérieures sont de Raymond Subes. Les luminaires proviennent pour la plupart de la maison Perzel. Un tapis de Ivan da Silva-Bruhns recouvre la salle du Conseil. L'immeuble a été inscrit à l'Inventaire Supplémentaire des Monuments Historiques dans les années 2000.
- Filiales bancaires : Banque Transatlantique Belgium et Banque Transatlantique Luxembourg

## Sources
- J. Autin et H. Clement, Les Frères Pereire, le bonheur d’entreprendre, 1984
- Banque Transatlantique Sa: International Competitive Benchmarks and Financial Gap Analysis, 2000
- Nicolas Stoskopf, Dictionnaire historique des banques du groupe CIC, 2009
- Nicolas Stoskopf, 150 ans du CIC, 1859-2009, Éd. la Branche, 2009, 560 p.  (ISBN 978-2-35306-038-2), (OCLC 470617378), lire en ligne archive [PDF]).
- Nicolas Stoskopf, Éd. la Branche, 2009, 560 p..